# Callicarpa japonica
Callicarpa japonica är en kransblommig växtart som beskrevs av Carl Peter Thunberg. Callicarpa japonica ingår i släktet Callicarpa och familjen kransblommiga växter. Inga underarter finns listade i Catalogue of Life.

## Bildgalleri

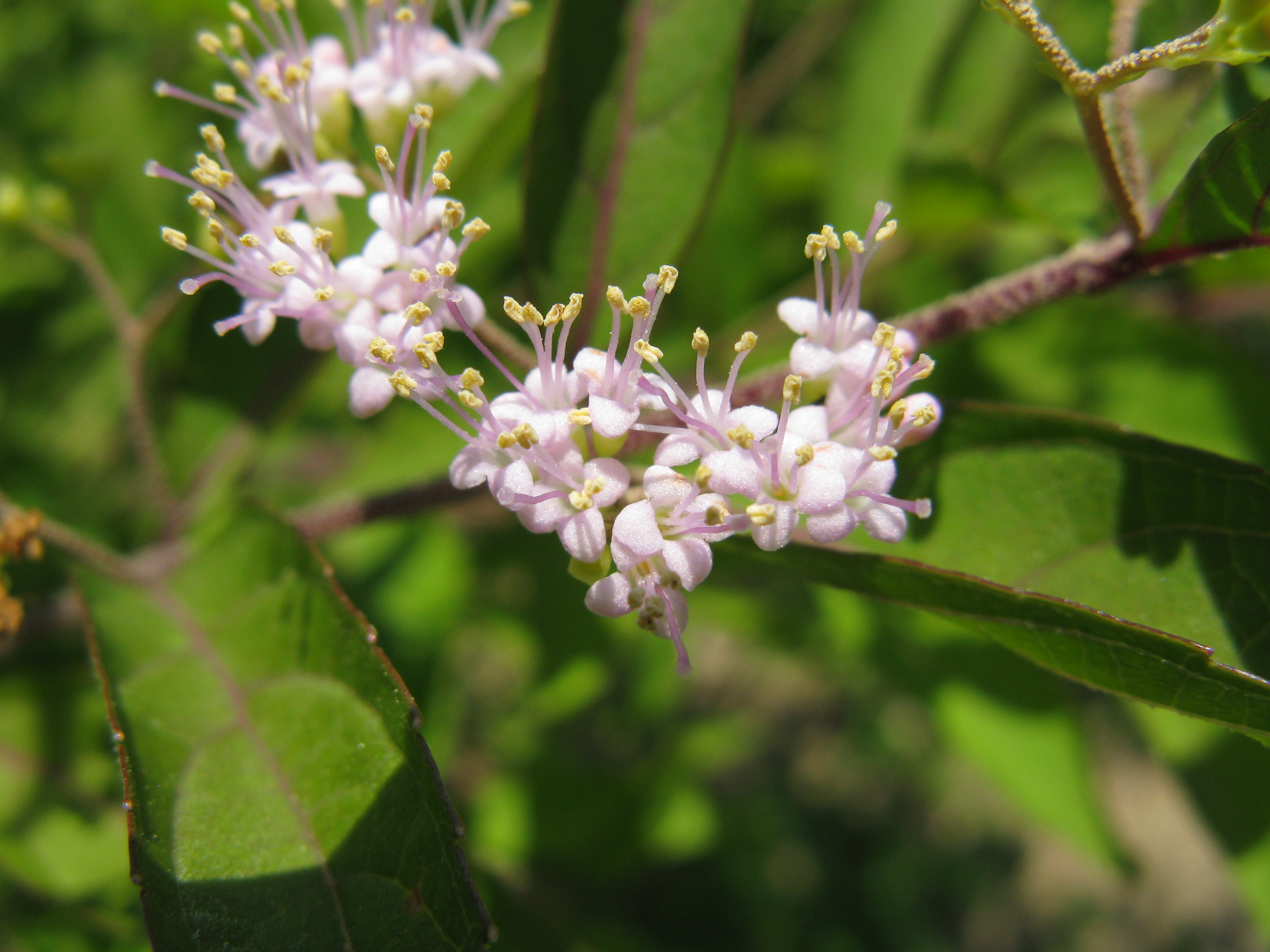
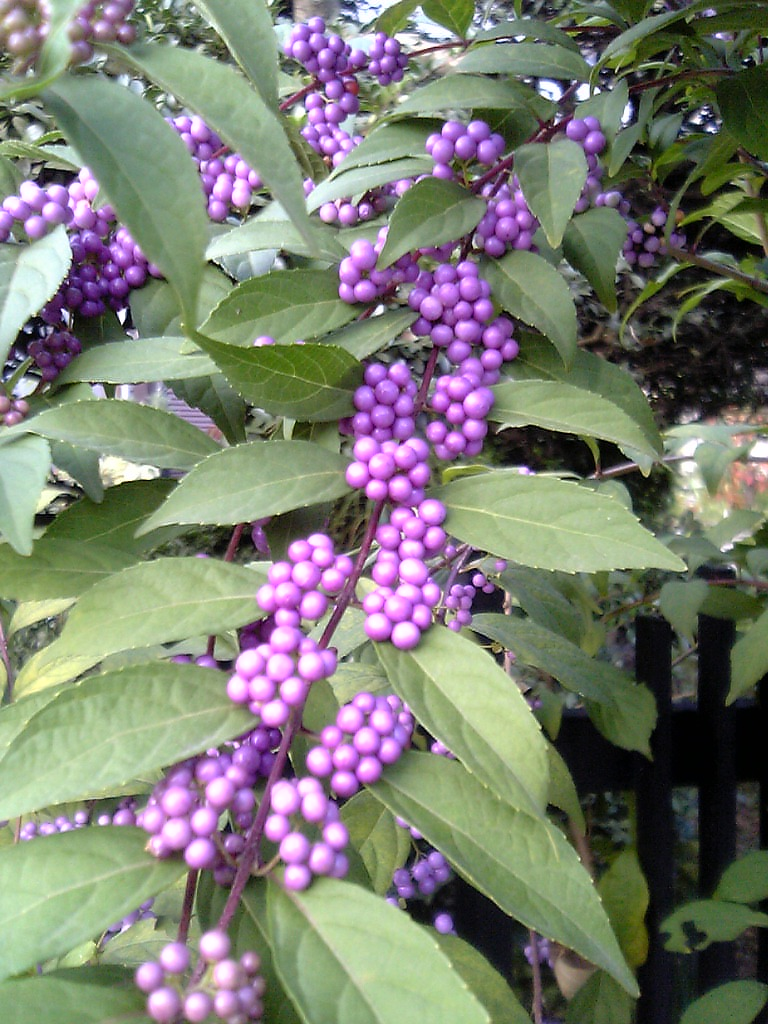